# Edmund Abraham Cumberbatch Olive
Edmund Abraham Cumberbatch Olive (* 24. Februar 1844 in Hellingly, Sussex; † 9. Mai 1921 in Mt. Olive bei Cooktown, Queensland) war ein britisch-australischer Auktionator und Naturforscher.

## Leben
Olive war der Sohn von John Olive und Emma Cumberbatch. Sein Vater war Geistlicher. 1873 emigrierte er nach Australien und 1875 zog er nach Cooktown, Queensland, wo er im Februar 1876 Grace Neil heiratete. Aus dieser Ehe gingen 15 Kinder hervor. Auf dem Höhepunkt des Palmer-Goldrauschs wurde er Auktionator und Kommissionär auf seinem Anwesen Mt. Olive nahe Cooktown, das er 1881 erworben hatte. Mit der Unterstützung des Aborigine Billy Olive entwickelte er ein reges Interesse an der Naturgeschichte. Sie unternahmen zahlreiche Exkursionen in nahegelegene Gebiete mit dichter, ungestörter Vegetation sowie an den Mount Bellenden Ker und nach Neuguinea, wo Olive beachtliche Sammlungen über die einheimische Fauna zusammentrug. Darunter befinden sich die Typusexemplare der Geckoart Gymnodactylus olivii und des Ockerbrust-Laufhühnchens (Turnix olivii), die beide nach ihm benannt wurden. Olive sandte viele Exemplare an australische, europäische und amerikanische Sammler und Museen.